# 왕황후 (당나라)
황후 왕씨(皇后 王氏, ? ~ 655년)는 당 고종의 황후이다. 당 태종 사후 출궁한 측천무후를 입궁시켰다가 그녀의 모함을 받아 폐위된 뒤 죽음을 맞았다.

## 생애
왕씨는 서위대장 왕사정의 현손녀로 당 고조 이연의 여동생인 동안공주의 손녀였다. 이처럼 명문가 태생이었던 왕씨는 할머니 동안공주의 추천으로 이치의 비가 되었으며 643년 이치가 황태자에 봉해지면서 왕씨 또한 황태자비가 되었다. 649년 이치가 즉위하자(당 고종) 이듬해인 650년, 황후가 되었다. 왕씨는 자색과 인품, 처신이 모두 나무랄 데 없는 인물이었으나 혼인한 지 몇 년이 지나도록 후사를 잇지 못했다. 그러던 와중에 숙비 소씨가 당 고종의 총애를 받으며 그 아들인 이소절을 황태자로 봉하려 하자 왕씨는 그녀를 견제하기 위해 당 태종의 후궁이었던 무측천을 궁으로 불러들였다. 무측천은 자식을 낳지 못한 후궁으로서 태종 사후 출가하여 감업사(感業寺)라는 절에 비구니로 있었는데 궁을 나가기 전 고종과 친밀한 사이였다. 당 고종이 감업사에 갔다가 무측천과 재회한 사실을 안 왕씨는 무측천을 자신의 시녀로 삼아 당 고종과 숙비 소씨의 사이를 이간질하는 한편 당 고종의 환심을 사려 했다. 눈치가 빨랐던 무측천은 왕씨의 비위를 맞춰 금세 그녀의 총애를 받게 되었고, 왕씨는 당 고종의 앞에서 무측천을 칭찬하여 이윽고 무측천은 소의에 봉해졌다. 왕씨나 그의 일족은 명문 출신으로 태도가 오만하여 아랫사람들 사이에서 평판이 좋지 않았는데 무측천은 이러한 점을 이용하여 왕씨의 궁인들을 자기 편으로 만들었고 왕씨의 일거수 일투족을 파악하였다. 그러던 중 무측천이 딸을 낳자 아이를 좋아하는 왕씨가 공주를 보러 왔는데 무측천은 딸을 죽이고 그 죄를 왕씨에게 덮어씌웠다. 654년 10월 13일 고종은 왕씨를 폐서인한다는 조서를 내리고 무측천을 황후로 세웠다. 장손무기, 우지녕, 저수량 등의 원로 대신들은 고종의 결정에 이의를 제기했으나 그의 마음을 돌리지는 못했다. 왕씨는 숙비 소씨와 함께 사방이 막혀서 밥그릇 하나가 겨우 들어갈 수 있는 방에 감금되었고 문득 두 사람이 그리워진 고종은 몰래 두 사람을 찾아가 음식을 넣어주었다. 이 사실을 알게 된 무측천은 왕씨에게 장 100대를 때리고 손발을 잘라 죽였다. 또한 왕씨의 성을 구렁이를 뜻하는 '蟒'으로 바꾸게 하였다.

## 왕황후가 등장한 작품
- 《연개소문》(SBS, 2006년~2007년, 배우:전현아)
- 《무미랑전기》(중화TV, 2014년~2015년,배우:시시(施诗)
- :시시